# Laurence Kaapama
Laurence Kaapama (Windhoek, 15 de septiembre de 1983 - ibídem, 13 de agosto de 2013) fue un jugador de fútbol profesional namibio que jugaba en la demarcación de defensa.

## Biografía
Laurence Kaapama debutó como futbolista profesional en 2001 a los 18 años de edad con el Hotflames Windhoek. Tras jugar durante dos temporadas en el club fichó por el African Stars FC, jugando durante la temporada 2003/2004. Al finalizar la temporada fue traspasado al Dynamos Giyani sudafricano para jugar durante las dos próximas temporadas. En 2006 volvió a su país natal y fichó por el United Africa Tigers. Finalmente jugó en el Eleven Arrows antes de jugar con el FC Civics, equipo en el que militó hasta su muerte.
Laurence Kaapama fue encontrado muerto el 13 de agosto de 2013 a los 29 años de edad en el piso en el que vivía, aparentemente tras un ataque de asma.

## Selección nacional
Laurence Kaapama fue convocado un total de 25 veces con la selección de Namibia sub-17, posteriormente 17 veces con la selección sub-23 llegando a marcar en dos ocasiones; y finalmente en 2002 fue convocado por la selección de fútbol de Namibia absoluta, llegando a jugar un total de 20 partidos hasta su último partido en 2008 con la selección.

## Clubes
| Club                 | País      | Año         |
| -------------------- | --------- | ----------- |
| Hotflames Windhoek   | Namibia   | 2001 - 2003 |
| African Stars FC     | Namibia   | 2004        |
| Dynamos Giyani       | Sudáfrica | 2004 - 2006 |
| United Africa Tigers | Namibia   | 2006 - 2008 |
| Eleven Arrows        | Namibia   | 2008 - 2010 |
| FC Civics            | Namibia   | 2010 - 2013 |